# Luiza Sales
Luiza Sales (Rio de Janeiro, Predefinição:1988) é uma cantora e compositora brasileira<ref>Luiza Sales e sua breve leveza - Cantora e compositora carioca estreia com belíssimo trabalho. Cultura.RJ, 18 de outubro.
Mestre em Contemporary Performance pela Berklee College of Music em Valencia, Espanha.
Em 2012 lançou seu primeiro álbum, Breve leveza, cantando composições próprias e músicas de Djavan e Rosa Passos. Nas gravações, foi acompanhada pela banda Os Coringas, formada por João Bitencourt (piano), Yuri Villar (saxofone), Chico Oliveira (baixo), Antônio Neves (bateria) e Davi Mello (guitarra)
Em 2015 lançou seu segundo CD solo, "Aventureira", com composições próprias. 
No mesmo ano iniciou o projeto Meninas do Brasil, uma web série onde apresenta o trabalho de mulheres compositoras brasileiras em vídeos com entrevistas e música.
Em 2016 viajou com o projeto Meninas do Brasil para filmar em Belo Horizonte e São Paulo, com apoio do Rumos Itaú Cultural.
Em 2017, o projeto foi até Berlim, onde Luiza encontrou artistas de 6 países radicadas na Alemanha: J.Lamotta (Israel), Mishka Adams (Filipinas), Alexa Shoen (EUA), Oh Lonesome Me (Alemanha), Holler My Dear (Austria) e Yazzmin (Holanda).
No mesmo ano lançou seu terceiro CD de carreira em duo com o pianista carioca Pedro Carneiro Silva. O CD "Versos do Capitão" traz 8 faixas com composições de Luiza e Pedro e parcerias com Antonia Adnet, Daniel Basílio, Gustavo Pereira e Iara Ferreira.
O duo Luiza & Pedro realizou em 2018 uma turnê pela Índia e Europa, passando por Alemanha, Suíça, Inglaterra, Portugal, Espanha e Islândia.
Na Índia, Luiza Sales foi professora da Swarnabhoomi Academy of Music em Chennai em 2016 e no Global Music Institute em Nova Deli no ano de 2017.